# Aries (cançó)
«Aries» és una cançó de la banda virtual de rock alternatiu Gorillaz amb la col·laboració de la bateria Georgia i el baixista Peter Hook, provinent de les bandes Joy Division i New Order. Es va publicar el 9 d'abril de 2020 com a tercer senzill de l'àlbum Song Machine, Season One: Strange Timez, dins del projecte audiovisual Song Machine.
El videoclip fou dirigit per Jamie Hewlett i Tim McCourt, mostra els membres de la banda conduint diversos vehicles per una autopista del Marroc. Al setembre de 2020, Gorillaz va llançar un videojoc online, titulat Aries Driving Game, en el seu lloc web oficial, i que estava basat en la cançó «Aries».

## Llista de cançons
| Núm.          | Títol                                                 | Durada |
| ------------- | ----------------------------------------------------- | ------ |
| 1.            | «Machine Bitez #6» (amb 2-D, Murdoc i Russel)         | 0:55   |
| 2.            | «Aries» (amb Georgia i Peter Hook)                    | 4:13   |
| 3.            | «Machine Bitez #7» (amb 2-D, Noodle, Murdoc i Russel) | 0:35   |
| Durada total: | Durada total:                                         | 5:43   |

## Crèdits
Gorillaz
- Damon Albarn – cantant, instrumentació, director, guitarra, sintetitzador
- Jamie Hewlett – artwork, disseny de personatges, direcció vídeo
- Remi Kabaka Jr. – programació bateria, percussió, bateria

Músics addicionals
- Peter Hook – baix
- Georgia – bateria, percussió
- James Ford – sintetitzadors, bateria, percussió, programació bateria
- P2J – programació bateria
- John Davis – enginyeria masterització
- Stephen Sedgwick – enginyeria, enginyeria mescles
- Samuel Egglenton – enginyeria